# ستير هول

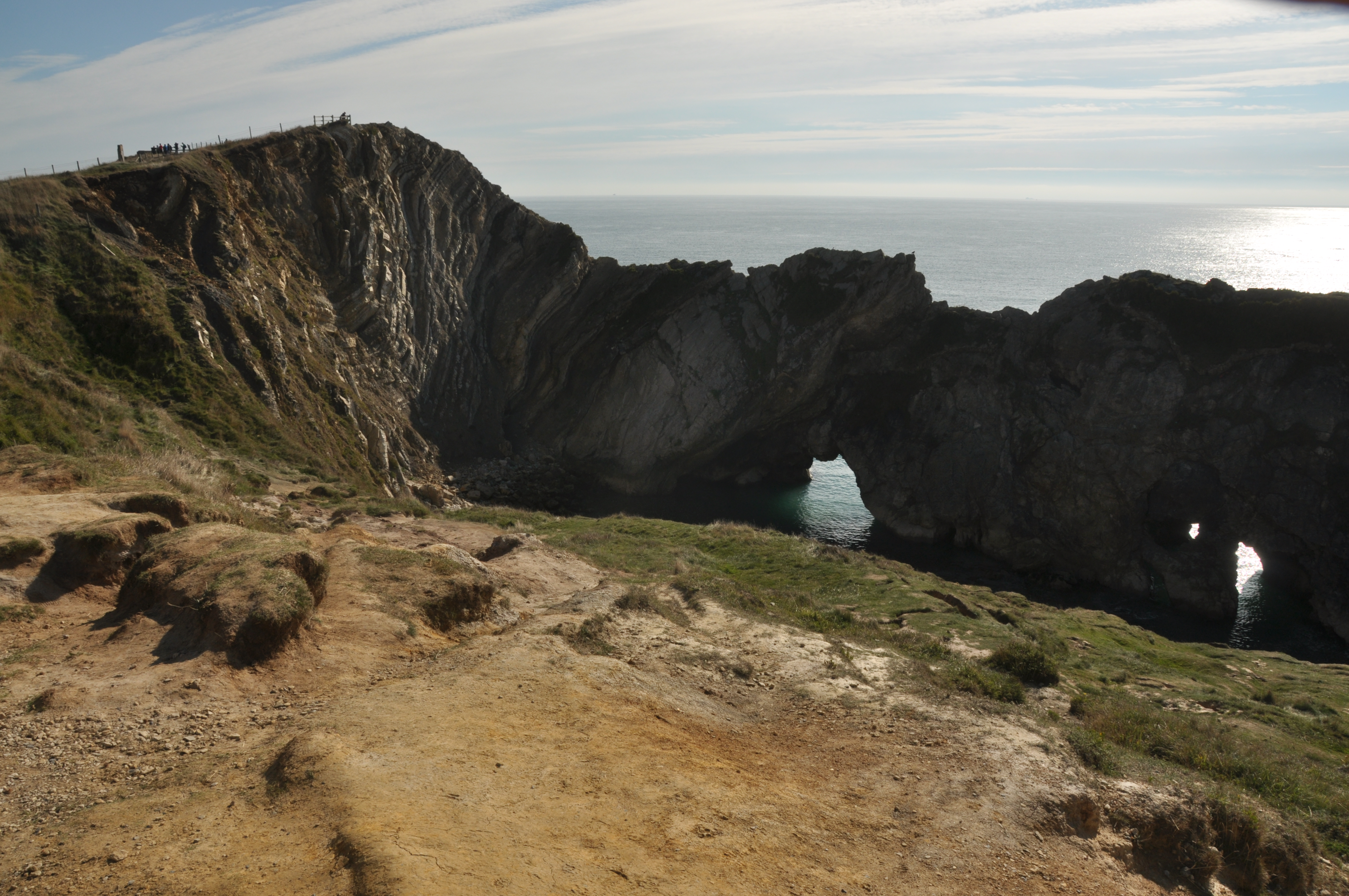
ستير هول

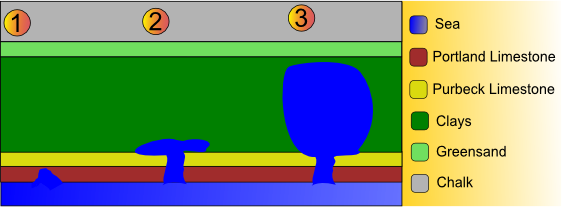
تشكيل ستير هول

ستير هول هو شرم صغير يقع غرب شرم لولوورث في دورست، جنوب إنجلترا. وتظهر طبقات الحجر الجيري المطوية، المعروفة باسم تجعد لولوورث، بوضوح في ستير هول. هناك العديد من الكهوف المرئية من الجانب البحري من ستير هول؛ وتدعم كهف الكاتدرائية أعمدة صخرية بارزة من الماء. تكوّن هذا الهيكل الصخري خلال تكون جبال الألب، وانكشف بفعل عوامل التعرية اللاحقة.